# Александровка (Октябрьский район)
Александровка — упразднённая деревня, находившаяся на территории нынешнего Октябрьского района Пермского края России.

## География
Урочище находится в юго-восточной части края, в пределах Уфимского плоскогорья, на левом берегу реки Атер, при автодороге 57К-0041, на расстоянии приблизительно 38 километров (по прямой) к юго-западу от посёлка городского типа Октябрьский, административного центра округа. Абсолютная высота — 189 метров над уровнем моря.

### Климат
Климат характеризуется как умеренно континентальный, с холодной продолжительной снежной зимой и коротким тёплым летом. Среднегодовая температура воздуха — +0,3 °C. Средняя температура воздуха самого холодного месяца (января) — −16,3 °C (абсолютный минимум — −49 °C); самого тёплого месяца (июля) — +16,5 °C (абсолютный максимум — +37 °C). Среднегодовое количество осадков составляет около 600 миллиметров, из которых большая часть выпадает в тёплый период. Снежный покров держится в течение 160—170 дней.

## История
В 1908 году в деревне Александровка, относящейся к Алмазскому обществу Алмазской волости Красноуфимского уезда Пермской губернии, имелось 18 дворов и проживало 96 человек (46 мужчин и 50 женщин). В этноконфессиональном составе населения того периода преобладали русские православного вероисповедания.
По данным переписи 1926 года в деревне имелось 30 хозяйств и проживало 118 человек (54 мужчины и 64 женщины), русских по национальности. В административном отношении входила в состав Алмазовского сельсовета Алмазовского района Кунгурского округа Уральской области.